# Vladimir Beleaev
Vladimir Beleaev (russisch Владимир Беляев; * 18. Juni 1955 in Chiperceni, Landkreis Orhei, Moldauische SSR) ist ein moldawisch-rumänischer Komponist und Musikwissenschaftler und einer der bedeutendsten zeitgenössischen Komponisten in der Republik Moldau.

## Leben
Beleaev begann seine musikalische Ausbildung in seinem Heimatort, wo er in der Musikschule Knopfakkordeon lernte. 1968 gewann er einen Bundeswettbewerb und erhielt eine Einladung, seine Ausbildung in Chișinău am Gymnasium für musikbegabte Kinder „E. Coca“ (jetzt „C. Porumbescu“) fortzusetzen.
1981 erhielt er sein Diplom in Musikwissenschaft, 1992 sein Diplom in Komposition bei B. Dubossarsky an der Hochschule für Musik „G. Musicescu“ in Chişinău.
Anschließend begann er seine Tätigkeit als Komponist und Musikwissenschaftler und wurde außerdem Leiter der Musikstiftung des Komponistenverbandes der Republik Moldau, dessen Stellvertretender Präsident er von 1996 bis 2002 war. Er wurde zum Intendanten des Nationalen Opernhauses der Republik Moldau ernannt und hatte diese Position von 2003 bis 2008 inne. 2012–2016 war er Präsident des Komponistenverbandes der Republik Moldau. Er ist Mitglied des Komponistenverbandes der Republik Moldau (seit 1988) und des Komponistenverbandes Rumäniens (seit 2013).
1999 war er Vize-Präsident des „World Music Days“ und ist seit 1993 Exekutive Direktor von „The Days of New Music“ beim internationalen Festival in Chişinău.
Außerdem ist er Jury-Mitglied bei musikalischen Wettbewerben, unter anderem für EUROVISION. Beleaev setzt sich dafür ein, Musik aus der Republik Moldau weltweit bekannt zu machen und zu etablieren. Dafür wurde er im Jahr 2000 mit der höchsten Auszeichnung des Landes „Besondere Verdienste im Kulturleben der Republik Moldau“ („Maestru in Arte“) honoriert.
Beleaevs Werke wurden in zahlreichen Ländern aufgeführt, unter anderem in Rumänien, Österreich, der Schweiz, Deutschland, Griechenland, China, Dänemark, Italien, Russland, Weißrussland, der Ukraine und Spanien und von internationalen Verlagen herausgegeben (Kanada, Schweiz, USA).
Seit 2016 lebt Beleaev in München und ist unter anderem als Musikarrangeur für die Kammeroper München, Kammerphilharmonie DaCapo, Jewish Chamber Orchestra Munich, Musikschule Ismaning, Robert Wolf Projekt tätig. Er arrangierte dort u. a. Werke von Gustav Mahler, Wolfgang A. Mozart, Frédéric Chopin, George Gershwin und Maurice Ravel.

## Preise und Auszeichnungen
- „Maestru in Arte“ für besondere Verdienste im Kulturleben der Republik Moldau (2000)
- Preisträger des Kammermusikwettbewerbes für Komponisten der UNESCO und UNO zum 50-jährigen Bestehen der Organisationen (1995)
- Auszeichnungen des Kultusministeriums für Kammermusikwerke (1995, 1997, 2001, 2013). Auszeichnungen des Kultusministeriums für Symphonische Werke (2012)

## Werke
- Variationen für Klavier (1988)
- Streichtrio für Violine, Viola und Cello (1989)
- Hochzeitslied für Frauenchor a cappella (1990)
- Hirtenlied für Männerchor (1990)
- Vokal Zyklus für Bariton und Klavier auf mittelalterliche chinesische Dichtungen (1990)
- Symphonische Dichtung für Orchester, Sopran und Bariton (1991)
- Quintett für Bläser (1991)
- Die Dämonen Ballettszenen für Orchester nach F. M. Dostojewsky (1992)
- Quintett Nr. 2 für Klarinette und Streichquartett (1993)
- Zina viselor (Die Träumenfee) für Klavier (1993)
- Streichquartett Nr. 1 (1994)
- Statu-Palma-Barbu-Cot (Märchenwaldgeist) für Klavier (1995)
- In Memoriam für Flöte, Klarinette, Fagott, Schlagwerk, Klavier, Violine und Cello (1995)
- Duo für Vibraphon und Violine (1995)
- Scherzo Sarkastico für Trompete (1995)
- Adio für Flöte, Oboe, Klarinette und Fagott (1996)
- Razaseasca (Volkstanz) für Klavier (1996)
- Quintett Nr. 3 für Oboe, Fagott, Violine, Cello und Schlagwerk (1997)
- Violino Solo (1997) Fünf Miniaturen für Flöte, Violine und Vibraphon (1998)
- Vokal Zyklus für Stimme und Klavier auf Gedichte von A. Pushkin (1998)
- Ostinato für Klavier (1999)
- Axis für Streichorchester (2001)
- Streichquartett Nr. 2 (2001)
- Doamne Binecuvinteaza (Gott, segne) für Kinderchor und Klavier nach Traian Dorz (2002)
- Dies Irae für Klavier Duo (2002)
- Din Stramosi (Von den Ahnen) für Klavier (2003)
- Wiegenlied für das Herz für Schlagwerk, Violine und Klarinette (2004)
- Spirit of the Sky für Streichquartett (2007), Adaption für Streichorchester (2013)
- Burlesca (Volkstanz) für Klavier (2008)
- Passion XXI für Orgel und Symphonieorchester (2012)
- Opus J(azz) für Klavier (2012)
- Pesrev nach D. Cantemir für Symphonieorchester (2013)
- Komposition Nr. 2 für Flöte, Oboe, Klarinette, Fagott und Bass-Klarinette (2014)
- Musik für Glockenspiel und Streichorchester (2014)
- Love in Morocco (2015) Auftragswerk für den marokkanischen Prinz
- Entrata e Final für Streichorchester (2015)
- Magia Stelelor (Sternenmagie) für Helder Tenor (Flöte) 2015
- Konzert für einen Komponisten Instrumentalzyklus aus 7 Sätzen mit Präludium und Postskriptum
- Ascensius für Streichorchester und Pauke (2016)
- Streichquartett Nr. 3 (2016)
- Cu trenul la bunica (Mit dem Zug zur Oma) Klavierzyklus für Kinder, 6 Stücke (2016)
- Kleine theatralische Reise mit Kammeroper München (2017)
- Gravitazione in F für Orgel Solo (2017)
- …und der Sternenhimmel über uns… für Symphonieorchester (2018)
- 6 Moments Musicaux für Klarinette und Akkordeon (2019)
- Konzeptstück für Akkordeon Solo (2023)